# Ramsey Nouah
Ramsey Nouah de son vrai nom Ramsey Tokunbo Nouah Junior, né le 19 décembre 1970 dans l'État d'Edo, est un acteur nigerian. Il a remporté l'Africa Movie Academy Awards du meilleur acteur dans un premier rôle pour sa performance dans le film Araromire en 2010.

## Jeunesse
Nouah est né dans l'État d'Edo, d'un père israélien et d'une mère Yoruba qui est  originaire d'Owo, dans l'État d'Ondo. Il a grandi à Surulere puis à Lagos, où il a frequenté l'école primaire et le lycée communautaire d'Atara. Il a obtenu un diplôme à l'Université de Lagos, après quoi il poursuivit une carrière d'acteur.

## Carrière
Il a commencé sa carrière en 1993, en jouant dans les séries fortunes d'opéra TV. Il est depuis apparu dans de nombreux films où il a le rôle principal.
Il a été appelé « Lover-Boi », pour ses nombreux rôles dans les films romantiques. En 2010, Nouah a  remporté l'Africa Movie Academy Awards du meilleur acteur dans un premier rôle pour sa performance dans le film Araromire, lauréat du prix du meilleur film. Ramsey Nouah est considéré comme l'un des acteurs les plus demandés au Nigeria.

## Filmographie
- 1996: Silent Night
- 1999: Camouflage
- 2000: Vuga
- 2000: Fugitive
- 2001: The Battle of Love
- 2002: Power of Love
- 2002: Valentino
- 2002: My Love
- 2002: Church Business
- 2003: Above Death: In God We Trust
- 2003: Emotional Crack
- 2003: Super Love
- 2003: True Love
- 2004: Across the Niger
- 2004: Dangerous Twins Taiye & Kehinde
- 2005: Coming to South Africa
- 2005: Bleeding Love
- 2007: The Faculty
- 2008: Chase
- 2008: Sweet Tomorrow
- 2009: Reloade (film)
- 2009: The  Figurine : Femi
- 2009: Nnenda
- 2009: Guilty  Pleasures
- 2009: Tesso
- 2010: Private Storm
- 2010: The Black Soul
- 2011: Heart of a Fighter
- 2011: Iru Oka
- 2012: Week end Getaway
- 2012: Gem of the Rain forest
- 2013: Confusion Na Wa : Emeka Nwosu
- 2014: Unguarded
- 2014: Busted Life
- 2014: 30  Days in  Atlanta Richard
- 2015: Tempting Fate Ugo
- 2015: The  Grave  Dust : Johnson Okwuozo
- 2015: Gbomo Gbomo Express
- 2020 : The Fisherman's Diary

### Télévision
- 1993: Fortunes